# 이카로스를 위한 탄식
《이카로스를 위한 탄식》(영어: The Lament for Icarus)은 허버트 제임스 드레이퍼가 그린 유화다. 죽은 이카로스와 그의 죽음을 슬퍼하는 님프들을 묘사하였다. 이카로스의 날개는 극락조의 무늬를 본뜬 것이다. 이 작품은 프랜시스 레가트 챈트리 경의 유언에 따라 현대 예술 작품을 사기 위해 조성된 공적 자금 챈트리 비퀘스트를 통해 1898년 로열 아카데미 전시회에서 샀다. 《이카로스를 위한 탄식》은 그 후 파리에서 열린 1900년 만국 박람회에서 금메달을 수상하였다. 저스틴 홉킨스 박사에 따르면, 드레이퍼는 이카로스를 "반세기 후의 제임스 딘처럼 가까스로 빠르게 살고, 젊은 나이에 죽어 아름다운 시체를 남기는 라파엘전파와 기호학자의 주요 인물들"과 동일시하였다.

## 구성

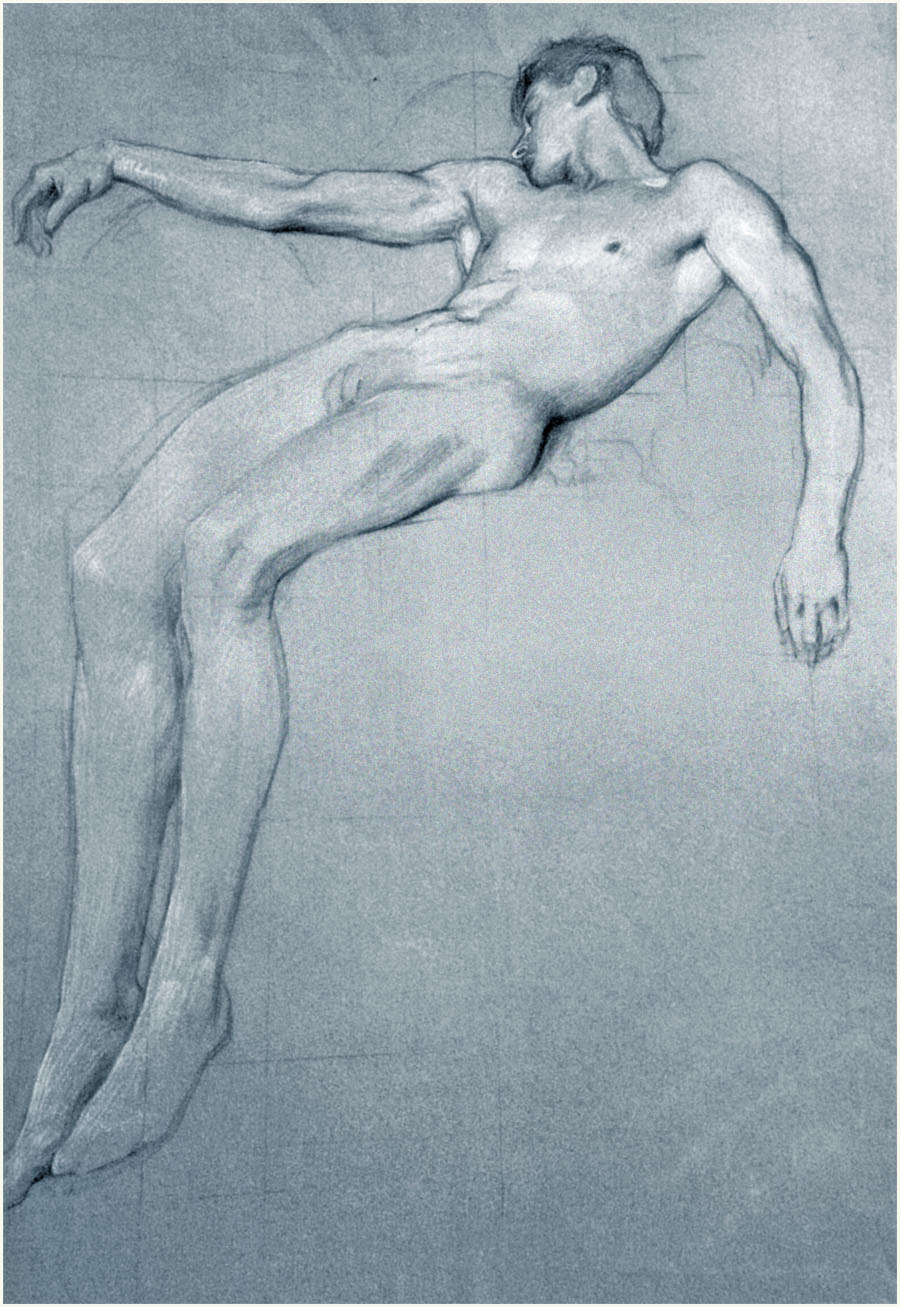
드레이퍼가 그린 이카로스의 연습 스케치

1890년대에 드레이퍼는 주로 고대 그리스 신화 주제에 초점을 맞춘 작품을 그렸다. 프레드릭 레이턴이 1869년에 이미 이카로스를 그렸는데, 레이턴의 작품이 날기 위한 준비를 하는 장면을 묘사한 반면, 드레이퍼는 비행의 비극적인 결말을 그려냈다. 드레이퍼는 구성을 위해 드레이퍼의 분리 형태 묘사 방법을 채용하였고, 이것을 위해 네 명의 젊은 전문 모델을 고용하였다. (Ethel Gurden, Ethel Warwick, Florence Bird and Luigi di Luca).
《이카로스를 위한 탄식》처럼 남성의 신체를 주관적 감정의 분출을 위한 매개물로 이용하는 것은 빅토리아 시대 후기 그림과 조각의 특징으로,, 《이카로스를 위한 탄식》에서는 신체가 한 님프의 팔 안에서 녹아드는 모습으로 나타난다. 드레이퍼는 형태의 유기가 없는 액체의 발광 효과를 채용하였고, 주로 따뜻한 색상을 사용하였다. 햇볕에 탄 이카로스의 피부는 추락하기 전 태양에 너무 가깝게 접근한 것을 반영한 것이며, 멀리 떨어진 절벽에 비치는 태양의 빛줄기는 시간의 무상함을 강조하는 것이다. 권선징악적이고 감상적이며 관능적인 《이카로스를 위한 탄식》은 결과적으로 서사시의 실패자를 잘 구성한 작품이다.